# Nowy cmentarz żydowski w Lęborku
Nowy cmentarz żydowski w Lęborku – został założony na początku XX wieku po zamknięciu starego cmentarza. Znajdował się przy obecnej ulicy Krzywoustego. Został zniszczony przez nazistów w 1938, a pozostałości nagrobków usunięto w latach sześćdziesiątych XX wieku.
W latach 90. XX wieku teren pocmentarny został sprzedany pod budowę stacji benzynowej. W 1998 roku robotnicy pracujący przy jej budowie natrafili na szczątki ludzkie i fragmenty macew. Po tych wydarzeniach ustawiono odpowiedni pomnik upamiętniający pierwotne przeznaczenie miejsca.